# Micraira
Micraira là một chi thực vật có hoa trong họ Hòa thảo (Poaceae).

## Loài
Chi Micraira gồm các loài: